# Міністерство оборони Данії

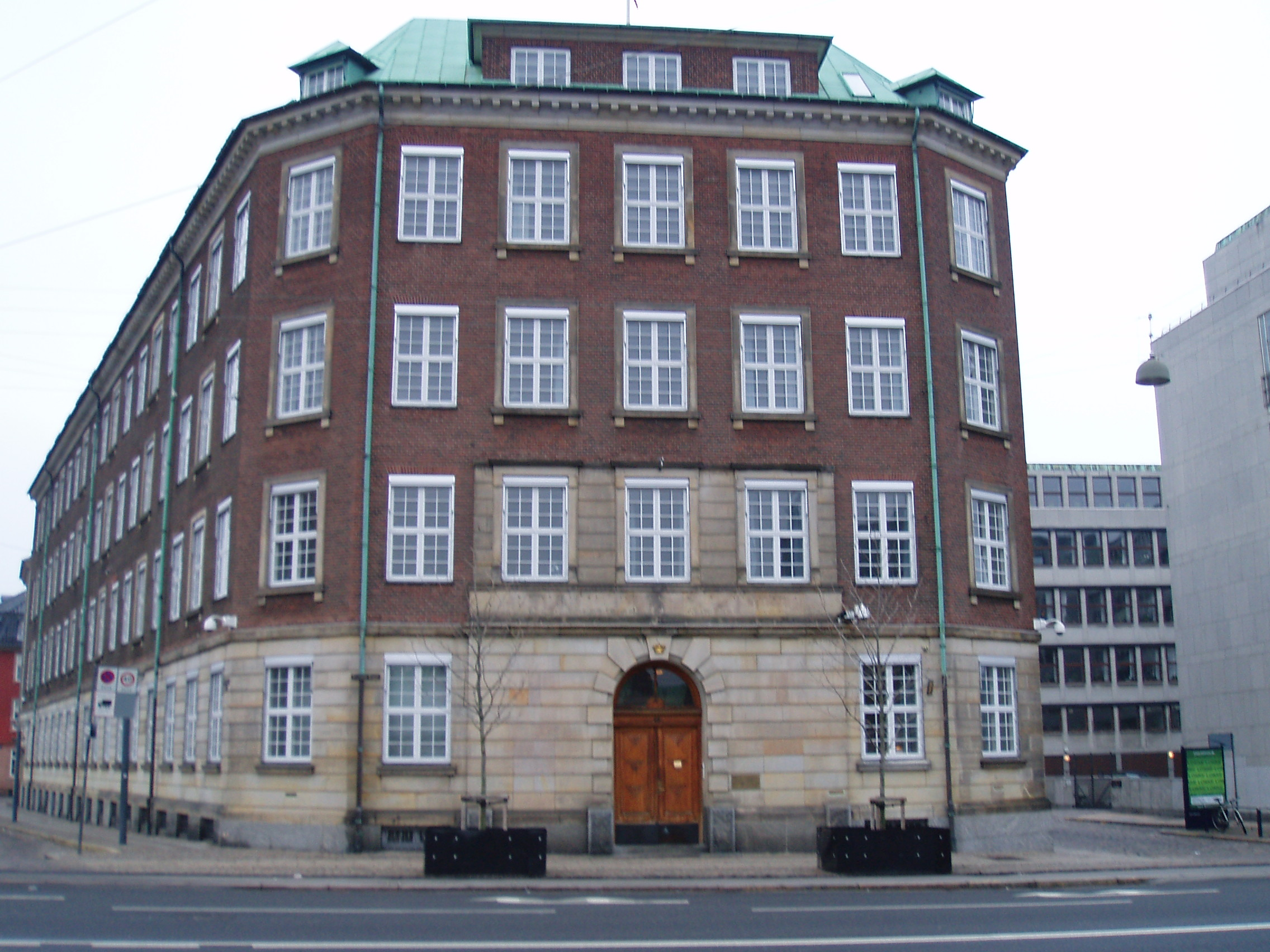
Колишній осідок міністерства до 2017 року

Міністерство оборони Данії (дан. Forsvarsministeriet, скорочено FMN) — центральний орган виконавчої влади і військового управління в Данії, відповідальний за збройні сили Данії та аварійно-рятувальну службу. Одним із покладених на міністерство завдань є міжнародна діяльність та співпраця на підтримання чи встановлення миру. До сфери відповідальності міністерства оборони входить крайня східна земля Данії — невеликий архіпелаг Ертгольмен, управитель якого належить до працівників міністерства.

## Історія
1655 року за правління короля Фредеріка III для керівництва військово-морськими силами Данії було засновано Адміралтейство, а 1660 року для управління королівським військом як у воєнний, так і в мирний час король Фредерік III заснував Воєнну колегію (дан. Krigskollegium).
1679 року Воєнна колегія змінила назву на «Воєнна канцелярія» (дан. Krigskancelliet), а пізніше на «Колегія генералітету і комісаріату» (дан. Generalitets- og Kommisariatskollegiet). Наступного дня після фактичного закінчення в Данії абсолютної монархії, 21 березня 1848 року, призначено першого воєнного міністра Данії, яким став Антон Фредерік Чернінг, а «колегія» 25 березня 1848 року змінила назву на Міністерство війни. Так само першим військово-морським міністром (а одночасно і прем'єр-міністром) став Адам Вільгельм Мольтке, а Адміралтейство 21 квітня 1848 року перейменували на Військово-морське міністерство.
1905 року данське міністерство війни та військово-морське міністерство були підпорядковані одному спільному міністрові оборони. Відтоді всі міністри оборони за кількома винятками були цивільними політиками, що стояли над двома видовими міністерствами, посади керівників яких усе ще обіймали офіцери армії та флоту відповідно.
1950 року в рамках реорганізації після Другої світової війни воєнне міністерство і військово-морське міністерство злилися в одне міністерство оборони. Відтоді військовиків прибрали з керівних посад, замінивши цивільним постійним секретарем, що підпорядковується безпосередньо міністру оборони.